# Wimbe
La Wimbe est un ruisseau ardennais de Belgique, affluent de la Lesse qui fait donc partie du bassin versant de la Meuse. Il prend sa source à Haut-Fays, traverse les villages de Froidfontaine, Honnay et Revogne, contourne le château de Lavaux-Sainte-Anne et se jette dans la Lesse à Villers-sur-Lesse.

## Débit
Le débit moyen de la rivière mesuré à Lavaux-Sainte-Anne, (bassin versant de 93 km2), entre 1995 et 2003 est de 1,17 m3/s. Durant la même période on a enregistré à cette station :
- Un débit annuel moyen maximal de 1,50 m3/s en 2000.
- Un débit annuel moyen minimal de 0,58/s en 2003.

Durant cette période, le DCC ou débit caractéristique de crue a connu son maximum en 1995, avec un débit d'au moins 8,79 m3/s pendant 10 jours cette année.
Source : Ministère de la Région Wallonne.

## Qualité de l'eau

### Pollution historique et probables séquelles industrielles
Le Wimbe a autrefois été gravement pollué, principalement par le plomb (source de saturnisme pour l'homme et de saturnisme animal) et d'autres métaux lourds ou métalloïdes (arsenic), via les inévitables retombées de vapeurs, fumées et poussière de l'une des deux verreries de Vonêche : la  cristallerie Sainte-Anne. À cette époque, aucun four à cristal n'était équipé de filtre, et le plomb qui n'est pas immédiatement adsorbé sur la silice ou absorbé par le verre en fusion est sublimé en vapeur nocives à partir de 900 °C, température largement dépassée dans les fours de production du cristal.
En effet, les grandes quantités de poudre fine issues de la taille à la meule du cristal (le cristal contient au moins 25 % d'oxyde de plomb) était produite directement au-dessus du Wimbe dont l'eau alimentait plusieurs moulins industriels faisant tourner des dizaines de meules dites « tours ». Ainsi, en 1832, quand le géographe et géologue Philippe Vander Maelen, membre éminent de l'Académie royale des sciences et belles lettres de Bruxelles et de la Société géographique de Paris décrit , cet établissement, le plus grand des « moulins à tailler le cristal » du Wimbe, abritait 22 grands tours, et deux petits tours). 400 ouvriers travaillaient alors dans l'usine (à comparer aux 34 ouvriers de la verrerie de Namur à la même époque). On fabriquait alors à Venêche, quasiment sur le Wimbre « des cristaux, des demi-cristaux, des verres communs, des verres à vitres, des glaces et des globes pour les lampes astrales, qui s'expédient à l'intérieur et à l'étranger. La cristallerie de Vonêche peut lutter avec avantage contre la cristallerie anglaise pour la bonté de ses produits. Toutes les matières premières qui servent à la fabrication de verre, telles que la silice, la potasse et le minium, sont préparées sur les lieux. Le bois sert de combustible dans l'établissement de M. d'Artigues ».
De même, dans l'usine qui abritait aussi un « moulin à brocarder le plomb », non pas mu par l'eau, mais par des bœufs, au contraire du « moulin à farine » et « moulin à scier le bois » qui sur le même ruisseau de Wimbe étaient mus par l'eau. 
Durant un quart de siècle, de grandes quantités de plomb, de minium de plomb et d'autres oxydes toxiques et écotoxiques ont été manipulées à proximité du ruisseau. Le propriétaire avait en effet souhaité produire ou préparer lui-même ses matières premières afin de diminuer ses coûts de production et de rester indépendant de fournisseurs susceptibles de lui imposer leurs prix ; La silice, la potasse et le minium de plomb étaient préparés dans l'usine même. Les pluies, crues et fontes des neiges devaient contribuer à apporter dans le Wimbe le plomb et d'autres polluants dispersés par les activités de la cristallerie. 
Cet établissement industriel n'a fonctionné que durant 25 ans environ, mais il fut alors l'une des plus grandes cristalleries d'Europe, s'étendant sur 10 hectares environ. 